# Prefecto (Ecuador)

Prefectos de Ecuador por partido:
Revolución Ciudadana
Pachakutik
Partido Social Cristiano
Izquierda Democrática
Partido SUMA
Unidad Popular
Acción Democrática Nacional
Movimientos locales

El Prefecto provincial es el cargo político que se encarga del gobierno en las provincias que conforman el Ecuador. Las provincias, 24 en total, son la principal subdivisión del Ecuador. Estos son elegido por votación popular y lideran los llamados gobiernos autónomos descentralizados que actúan de forma independiente al gobierno central. Todas, exceptuando la Provincia de Galápagos, están bajo el mando de un prefecto.
El prefecto a su vez dirige en consejo provincial con voto dirimente, y en su ausencia temporal o definitiva será reemplazado por la persona que ejerza la viceprefectura, elegida por votación popular en binomio con el prefecto.

## Historia
Originalmente en la Constitución de 1830 se destinaba el cargo de prefecto a la máxima autoridad gubernamental de los departamentos del estado ecuatoriano; es decir los departamentos de Ecuador, Guayaquil y Azuay. El nombramiento de estos se encontraba como parte de las funciones del presidente del estado y con un periodo que se prolongaba por 4 años. Para 1835, el cargo de prefecto desaparece de la Constitución, eliminando los departamentos como división administrativa, pero manteniéndolos como una especie de circunscripción electoral de facto, algo que se mantuvo hasta 1861, cuando desapareció esa entidad de la constitución.
Para 1946 aparece la figura de una alta autoridad para un órgano de gobierno provincial independiente del gobierno central en el cargo de "Presidente del Consejo Provincial", siendo este electo de entre los Consejeros Provinciales, asumiendo la representación del Consejo.
Con la Constitución de 1967 se creó el cargo de Prefecto Provincial como ejecutivo de los Consejos Provinciales electos por voto popular, asumiendo mayores competencias. Los primeros prefectos fueron designados en 1967 de entre los consejeros provinciales, a partir de 1970 fueron electos.
Entre 1970 y 1978 los prefectos fueron designados por Decretos Supremos durante las dictaduras de José María Velasco Ibarra (1970-1972), Guillermo Rodríguez Lara (1972-1976) y del Consejo Supremo de Gobierno (1976-1979), posteriormente desde 1978 hasta la fecha volvieron a ser electos por voto popular.
Los sucesores legales de los prefectos eran desde 1967 hasta el 2009 los vicepresidentes de los consejos provinciales, electos de entre los consejeros provinciales. A partir del 2009 se creó el cargo de viceprefecto, electo en binomio con el prefecto provincial por voto popular.

## Competencias
Según la Constitución de 2008, el prefecto y los gobiernos provinciales tiene a su cargo:
1. Planificar el desarrollo provincial y formular los correspondientes planes de ordenamiento territorial, de manera articulada con la planificación nacional, regional, cantonal y parroquial.
2. Planificar, construir y mantener el sistema vial de ámbito provincial, que no incluya las zonas urbanas.
3. Ejecutar, en coordinación con el gobierno regional, obras en cuencas y micro cuencas.
4. La gestión ambiental provincial.
5. Planificar, construir, operar y mantener sistemas de riego.
6. Fomentar la actividad agropecuaria.
7. Fomentar las actividades productivas provinciales.
8. Gestionar la cooperación internacional para el cumplimiento de sus competencias.[4]

## Lista de prefectos actuales
| Prefecto/a | Prefecto/a | Prefecto/a                       | Provincia                      | Predecesor | Partido | Partido               | Toma de posesión   |
| ---------- | ---------- | -------------------------------- | ------------------------------ | ---------- | ------- | --------------------- | ------------------ |
|            |            | Juan Cristóbal Lloret Valdivieso | Azuay                          | Lista      |         | RC                    | 14 de mayo de 2023 |
|            |            | Aníbal Coronel Monar             | Bolívar                        | Lista      |         | MUPP                  | 14 de mayo de 2023 |
|            |            | Marcelo Jaramillo Calle          | Cañar                          | Lista      |         | RC PSE                | 14 de mayo de 2023 |
|            |            | Julio Robles Guevara             | Carchi                         | Lista      |         | MSCC                  | 14 de mayo de 2023 |
|            |            | Hermel Tayupanda Cuvi            | Chimborazo                     | Lista      |         | ID AY                 | 14 de mayo de 2023 |
|            |            | Lourdes Tibán Guala              | Cotopaxi                       | Lista      |         | MUPP                  | 14 de mayo de 2023 |
|            |            | Clemente Bravo Riofrío           | El Oro                         | Lista      |         | SUR                   | 14 de mayo de 2023 |
|            |            | Roberta Zambrano Ortiz           | Esmeraldas                     | Lista      |         | PSC                   | 14 de mayo de 2023 |
|            |            | Marcela Aguiñaga Vallejo         | Guayas                         | Lista      |         | RC                    | 14 de mayo de 2023 |
|            |            | Richard Calderón Saltos          | Imbabura                       | Lista      |         | RC                    | 14 de mayo de 2023 |
|            |            | Mario Mancino Valdivieso         | Loja                           | Lista      |         | SUMA APLA             | 14 de mayo de 2023 |
|            |            | Johnny Terán Salcedo             | Los Ríos                       | Lista      |         | PSC                   | 14 de mayo de 2023 |
|            |            | Leonardo Orlando Arteaga         | Manabí                         | Lista      |         | RC Sí Podemos         | 14 de mayo de 2023 |
|            |            | Tiyua Uyunkar Kaniras            | Morona Santiago                | Lista      |         | MUPP                  | 14 de mayo de 2023 |
|            |            | José Toapanta Bastidas           | Napo                           | Lista      |         | MUPP                  | 14 de mayo de 2023 |
|            |            | Magali Orellana Marquínez        | Orellana                       | Lista      |         | UP                    | 14 de mayo de 2023 |
|            |            | André Granda Garrido             | Pastaza                        | Lista      |         | Semilla Democracia Si | 14 de mayo de 2023 |
|            |            | Paola Pabón Caranqui             | Pichincha                      | Lista      |         | RC                    | 14 de mayo de 2023 |
|            |            | José Daniel Villao Villao        | Santa Elena                    | Lista      |         | MPCG                  | 14 de mayo de 2023 |
|            |            | Johana Núñez García              | Santo Domingo de los Tsáchilas | Lista      |         | RC                    | 14 de mayo de 2023 |
|            |            | Yofre Poma Herrera               | Sucumbíos                      | Lista      |         | RC                    | 14 de mayo de 2023 |
|            |            | Manuel Caizabanda Jerez          | Tungurahua                     | Lista      |         | MUPP                  | 14 de mayo de 2023 |
|            |            | Karla Reátegui Encarnación       | Zamora Chinchipe               | Lista      |         | MUPP                  | 14 de mayo de 2023 |

## Régimen especial de Galápagos
| Presidente/a | Presidente/a                  | Provincia | Predecesor | Partido | Toma de Posesión     | Nombrado por |
| ------------ | ----------------------------- | --------- | ---------- | ------- | -------------------- | ------------ |
|              | Tito Fernando Gavilanes Yanes | Galápagos | Lista      | Ind.    | 12 de agosto de 2025 | Daniel Noboa |

El artículo 258 de la Constitución expresa:

La provincia de Galápagos tendrá un gobierno de régimen especial. Su planificación y desarrollo se organizará en función de un estricto apego a los principios de conservación del patrimonio natural del Estado y del buen vivir, de conformidad con lo que la ley determine.

Su administración estará a cargo de un Consejo de Gobierno presidido por el representante de la Presidencia de la República e integrado por las
alcaldesas y alcaldes de los municipios de la provincia de Galápagos, representante de las Juntas parroquiales y los representantes de los
organismos que determine la ley.
Dicho Consejo de Gobierno tendrá a su cargo la planificación, manejo de los recursos y organización de las actividades que se realicen en la provincia. La ley definirá el organismo que actuará en calidad de secretaría
técnica.
Para la protección del distrito especial de Galápagos se limitarán los derechos de migración interna, trabajo o cualquier otra actividad pública o
privada que pueda afectar al ambiente. En materia de ordenamiento territorial, el Consejo de Gobierno dictará las políticas en coordinación con
los municipios y juntas parroquiales, quienes las ejecutarán. 

Las personas residentes permanentes afectadas por la limitación de los derechos tendrán acceso preferente a los recursos naturales y a las actividades ambientalmente sustentables.
Artículo 258, Constitución del Ecuador

Por tal motivo desde el 2008, el presidente de la república designa a un delegado que ejerce como presidente del consejo de gobierno del archipiélago insular considerado patrimonio natural de la humanidad. Anteriormente esta provincia también elegía prefecto.